# 石綿作業主任者
石綿作業主任者（いしわたさぎょうしゅにんしゃ）は、労働安全衛生法に定められた作業主任者(国家資格)のひとつであり、石綿作業主任者技能講習を修了した者の中から事業者により選任される。
また、主任者となるための技能講習を修了した者すなわち資格取得者のこと、あるいは資格そのものを指すこともある。

## 概要
- 石綿による身体的な被害防止の指揮・監督を行う。また、労働安全衛生上の労働者の衛生の確保にも配慮する。

## 受講資格
- なし。（ただし18歳に満たないものは石綿での就労や、作業主任者として選任できない[2]。）

## 技能講習
- 制度改正により2006年4月1日から新設された。
- 2006年3月31日までに旧・特定化学物質等作業主任者技能講習を修了した者は、従来どおり、石綿作業主任者にも選任されることができる（新制度下での補講等を受ける必要はない）。現・石綿作業主任者技能講習は、旧・特定化学物質等作業主任者技能講習から独立した形になる（下記の表を参照）。
- 石綿作業主任者技能講習を受講し、修了試験に合格して修了した者は建築物石綿含有建材調査者講習（特定は実務経験が必要）と工作物石綿事前調査者講習、船舶石綿含有資材調査者講習の受講資格が得られる。

| 講習名                               | 作業主任者 | 作業主任者   | 備考   |
| ------------------------------------ | ---------- | ------------ | ------ |
| 講習名                               | 石綿       | 特定化学物質 | 備考   |
| 石綿作業主任者技能講習               | ○          | ×            | 新制度 |
| 旧・特定化学物質等作業主任者技能講習 | ○          | ○            | 旧制度 |

### 講習科目
1. 健康障害及びその予防措置に関する知識（2時間）
2. 作業環境の改善方法に関する知識（4時間）
3. 保護具に関する知識（2時間）
4. 関係法令（2時間）
5. 修了試験